# Geasa
Geasa est un groupe de metal celtique irlandais, originaire de Dublin. Dans la mythologie celtique irlandaise, une geis est un devoir, une obligation ou un interdit.

## Biographie
Geasa est formé en 1994 à Dublin. Le groupe se popularise par la suite grâce à la démo Starside. La démo circule à cette période dans le circuit musical underground, et permettra au groupe de conclure avec un label. 
En 1999, le groupe publie son premier album studio intitulé Angel's Cry, au label français Season of Mist. L'album, qui contient neuf chansons, est accueilli d'une manière mitigée par la presse spécialisée,. Les illustrations sur la pochette de Angel's Cry sont une œuvre de Luis Royo.
En 2003, le groupe publie son deuxième album studio intitulé Fate's Lost Son. Il est suivi en 2004 par la démo Murder. En 2005, Geasa publie son troisième et dernier album en date, Godslaughter. Le groupe ne montrera plus signe de vie après la publication de l'album.

## Membres

### Derniers membres
- Draighean – basse, clavier, (1994-?) chant (1998-?)[3]
- Simon O'Laoghaire – batterie (1994-?)[3]
- Phillip White – guitare, clavier (1996-?)[3]
- Cory Sloan – guitare (2008-?)[3]

### Anciens membres
- Denosdrakkh – guitare (?-2008)[3]
- Fergal – guitare (1994-1996)[3]
- Brian O'Connor – chant (1994-1998)[3]
- Stephen Maher – guitare (1996-2007)[3]

## Discographie
- 1996 : Starside (démo)
- 1999 : Angel's Cry (album)
- 2003 : Fate's Lost Son (album)
- 2004 : Murder (démo)
- 2005 : Godslaughter (album)